# Afrikai törpeegér
Az afrikai törpeegér (Mus minutoides) az emlősök (Mammalia) osztályának rágcsálók (Rodentia) rendjébe, ezen belül az egérfélék (Muridae) családjába tartozó faj.

## Megjelenése
A legkisebb (ismert) rágcsáló a világon, és egyike a legkisebb emlősállatoknak. Csak a dongódenevér és az etruszk cickány múlja alul. Súlya maximálisan 12 gramm és ez vemhes nőstényre értendő, az átlag 3–4 g. Testhosszuk 5–6 cm, ennek több mint felét a farok teszi ki. Közeli rokona a házi egérnek (Mus musculus), mindketten az egérfélék családjába és azon belül a Mus genusba tartoznak, ellenben az európai törpeegérhez (Micromys minutus) távolabbi rokonság fűzi. 
Kinézetre nagyon hasonlít az európai erdei egerekre, csak éppen sokkal kisebbek. A szőre kellemes, meleg aranybarna színű, a hason fehér és a két szín éles vonallal különül el. Létezik egy világosabb, szürkésebb tenyészváltozata is. Hajnalban és alkonyatkor a legaktívabb, de nagyobb csoportban nappal is mozog. A törpeegerek átlagos élettartama 2 év, de nem ritkák a 4 éves példányok sem.

## Előfordulása
A Szaharától délre egész Afrikában előfordulnak, bokros-füves szavannákon. Több alfaja ismert. Az egész világon tartják kisállatként, de mindenhol elég ritka.

## Tartása

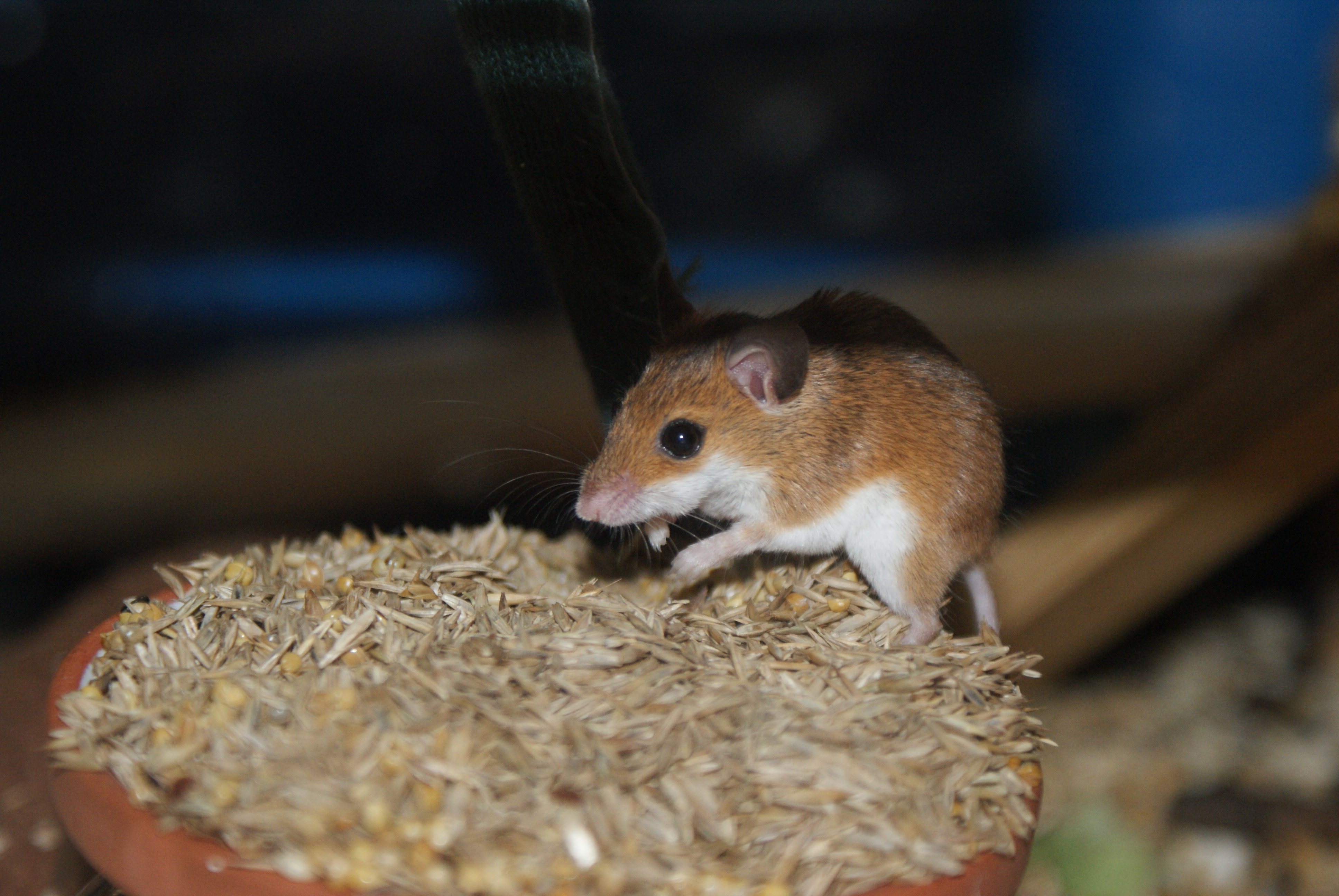
Táplálkozó példány

Csak üvegterráriumban tartható, mert minden létező ketrec rácsain kifér. Hüllő vagy pókterráriumot lehet legkönnyebben beszerezni, de csak az a fajta jó, aminek rácsos a szellőzője, mert az egereknek szükségük van a friss levegőre.  50×30×25 cm-esben lehet egy kisebb, 3–5 fős csoportot tartani. Ennél kevesebb állatot nem érdemes, mert nem érzik igazán jól magukat, és minél többen vannak, annál többet lehet őket nappal is látni.
Alomnak a csutkaalom a legjobb, mert jobban érvényesülnek benne ezek az icipici jószágok, de természetesen a por és illatmentes faforgács is alkalmas. Adjunk nekik szénát, mert szeretnek belőle építkezni, és el is fogyasztják. Rakjunk be sok búvóhelyet, wc-papír gurigát, kókuszhéjat, kerámiaházikókat. Fontos hogy sok lehetőséget biztosítsunk nekik a mászkálásra, mert ezzel megnöveljük a terrárium kihasznált területét, és ijedtükben is felfelé menekülnek. Vékony faágakat érdemes berakni, minél kuszább elrendezésben. Ha beépítünk még emeleteket is, etetővel, akkor sokat fognak a magasban tartózkodni.
A hőmérsékletre elég érzékenyek, 20 °C alatt nem szabad őket tartani. Külön fűtést nem igényelnek, de télen a radiátor mellett van a legjobb helyük. 40%-os páratartalmat igényelnek, ezt a zárt terráriumban az itatótálka általában biztosítja.

## Etetése
Csak a kisméretű magvakat eszik meg, ezért alaptápnak kanári és pintyeleség keveréke a legjobb. A lényeg hogy legyen benne vörös és sárga köles is. Imádják a fürtös kölest. Mint minden egérfélének, nekik is magas a fehérjeigényük, ezért sajtféléket, kis főtt tojást is érdemes adni. Jó még a célra a szárított bolharák(Gammarus, teknőseleség) vagy a haltápok is. Kalciumpótlásra a hagyományos fogkoptató kövek nem alkalmasak, mert hozzá se nyúlnak, adjunk nekik valami nyomelemekkel és vitaminokkal dúsított csemegét. Friss zöldség, gyümölcs mindig legyen náluk, ugyanaz a szabály érvényes, mint más rágcsálóknál: semmi K, azaz tilos a káposzta és mindenféle rokona, mint a karalábé, karfiol, kelbimbó. Szeretik az uborkát, a salátát, a banánt és a tyúkhúrt. Mindig legyen friss ivóvizük, erre érdemes odafigyelni, mert nagyon érzékenyek a kiszáradásra.

## Szaporodása
Az ivarérettséget 6-8 hetes korukban érik el. A vemhesség ideje kb. 20 nap, átlagosan 3 kukoricaszem-méretű pici születik. Két hetes korukban nyílik ki a szemük, 4 hetesen már úgy néznek ki, mint a szüleik. 6 hetes koruktól lehet őket biztonságosan elválasztani, ez azt jelenti, hogy ha törpeegeret akarunk venni, akkor azok legalább fele olyan nagyok legyenek, mint a szüleik.
Ez a faj nagyon érzékeny a beltenyésztésre, ezért ha nem tudunk nem-rokon vérvonalú egereket beszerezni, inkább ne szaporítsuk őket és tartsunk azonos neműeket. Az azonos nemű testvérek jól kijönnek egymással, még a fiúk is. Új egerek beszoktatása egy már kialakult csoportba nem mindig zökkenőmentes, érdemes erre az időre „idegen helyre” például egy szállítódobozba telepíteni a kolóniát és ott összerakni az új jövevénnyel.